# میستی هیمن
میستی هیمن (به انگلیسی: Misty Hyman) زادهٔ ۲۳ مارس ۱۹۷۹ میلادی شناگر اهل کشور ایالات متحده آمریکا است.